# オペレーティングシステムの一覧
オペレーティングシステムの一覧（オペレーティングシステムのいちらん）は、様々なオペレーティングシステム (OS) の一覧を記載する。

## 学術用途
- MINIX
- UCSD p-System

## プロプライエタリ
プロプライエタリのオペレーティングシステム。

### ユニシス
ユニシス（スペリー、UNIVAC、バロース）のオペレーティングシステム。
- OS 2200

### IBM
IBMのオペレーティングシステム。

#### メインフレーム
IBMのメインフレーム用オペレーティングシステム。
- OS/360系
  - OS/360（System/360用）
    - PCP (Primary Control Program)
    - MFT (Multi-Programming Fixed Tasks)
    - MVT (Multi-Programming Variable Tasks)

  - OS/VS（Operating System/Virtual Storage、OS/360のSystem/370 仮想記憶対応版、「OS/370」の名称は間違い）
    - OS/VS1（Operating System/Virtual Storage 1、OS/MFTの仮想記憶版）
    - OS/VS2（Operating System/Virtual Storage 2、OS/MVTの仮想記憶版）
      - OS/VS2 R1（別名Single Virtual Storage、SVS)
      - OS/VS2 R2（別名Multiple Virtual Storage、MVS）

  - MVS/SE
  - MVS/SP (MVS/System Package)
  - MVS/XA（MVS/SP V2、MVSの eXtended Architecture対応版、31ビットアドレッシング）
  - MVS/ESA（MVS/XAの Enterprise System Architecture対応版、64ビットデータ空間）
  - OS/390（MVS/ESAの発展版、Unix系の環境）
  - z/OS（OS/390の z/Architecture対応版、64ビットアドレッシング）
- DOS/360系
  - BOS/360（Base Operating System、System/360用）
  - TOS/360（Tape Operating System、System/360用）
  - DOS/360（Disk Operating System、DOS、System/360用）
    - DOS/360/RJE（DOS/360のRemote Job Entry対応版）

  - DOS/VS（Disk Operating System/Virtual Storage、DOS のSystem/370仮想記憶対応版）
  - DOS/VSE（Disk Operating System/Virtual Storage Extended、DOS/VSの発展版、最大14区画）
  - VSE/SP（Disk Operating System/System Package、DOS/VSE より改名）
  - VSE/ESA（DOS/SPのExtended System Architecture対応版、31ビットアドレッシング）
  - z/VSE（DOS/ESAのz/Architecture対応版）
- CP/CMS系（Control Program/Cambridge [Conversational] Monitor System、仮想化OS）
  - CP-40/CMS（System/360モデル40用）
  - CP-67/CMS（System/360モデル67用）
  - VM/370（Virtual Machine/370、VM、CP/CMSのSystem/370 仮想記憶対応版）
  - VM/XA（VM/370の eXtended Architecture対応版）
  - VM/ESA（VM/XAの Extended System Architecture対応版）
  - z/VM（VM/ESAの z/Architecture対応版）
- TPF系（航空会社用のリアルタイムオペレーティングシステム）
  - ACP (Airline Control Program)
  - TPF (Transaction Processing Facility)
  - z/TPF（TPFのz/Architecture対応版）
- Unix系（メインフレーム）
  - UTS
  - AIX/370 (Advanced Interactive eXecutive/370)
  - AIX/ESA（Advanced Interactive eXecutive/Extended System Architecture、AIX/370のESA対応版）
  - Linux (Linux on System z, z/Linux)
  - OpenSolaris (OpenSolaris for IBM System z)
- その他（メインフレーム）
  - IBSYS（IBM 7090およびIBM 7094）
  - CTSS (The Compatible Time-Sharing System、MIT's Computation Center開発）
  - RTOS/360 (リアルタイムオペレーティングシステム、NASAで使用、System/360用）
  - MTS（Michigan Terminal System、System/360用）
  - TSS/360（Time Sharing System/360、、System/360用）
  - MUSIC/SP（McGill University開発、System/370用）
  - IJMON (IBM 1400, IBM 1800)

#### ミッドレンジコンピュータ
IBMのミッドレンジコンピュータ用オペレーティングシステム。
- Series/1
  - EDX (Event Driven Executive)
  - RPS (Realtime Programming System)
- IBM 8100
  - DPCX (Distributed Processing Control eXecutive)
  - DPPX (Distributed Processing Programming Executive)
- System/34、System/36
  - SSP (System Support Program)
- System/38
  - CPF (Control Program Facility)
- System/88
  - VOS（Virtual Operationg System、ストラタス開発、ストラタスからのOEMであるIBM System/88で使用）
- AS/400, iSeries, System i, Power Systems i Edition
  - OS/400（System/38のCPF後継、System/36のSSP互換環境を含む）
  - i5/OS（OS/400の発展版）
  - IBM i（i5/OSの発展版）
- UNIX (IBM POWER)
  - AIX（Advanced Interactive eXecutive、IBM RT-PCで登場）
  - AOS（Academic Operating System、IBM RT-PC用）

#### x86
IBMのx86用オペレーティングシステム。
- PC DOS / IBM DOS
  - PC DOS 1.x, 2.x, 3.x（IBM PCで登場、マイクロソフトと共同開発）
  - IBM DOS 4.x, 5.0（PC DOSの名称変更、マイクロソフトと共同開発）
  - PC DOS 6.x, 7, 2000（IBM DOSの名称再変更、IBM単独開発）
- OS/2
  - OS/2 1.x (マイクロソフトと共同開発)
  - OS/2 2.x (IBM単独開発)
  - OS/2 Warp V3
  - OS/2 Warp V4
  - eComStation（Warp 4.5ベースのSerenity Systems Internationalの製品）
  - ArcaOS Blue Lion (eComStationの後継)

#### その他
IBMのその他のオペレーティングシステム。
- Workplace OS（マイクロカーネルベース、1990年代に開発され中止）
- K42 (オープンソース研究用、PowerPCまたはx86で稼働)
- Dynix（DYnamic unIX、IBMが買収したシークエント・コンピュータが開発、IBMのNUMA-Q、NUMACenterで使用）
- Taligent (マイクロカーネルベース、IBMとAppleの包括的提携で開発され中止、IBMが吸収した)

### アップル
Appleのオペレーティングシステム。
- Apple II
  - Apple DOS
  - Apple ProDOS
    - Apple GS/OS
- Apple III
  - Apple SOS
- Apple Lisa
  - Lisa Office System
- Macintosh
  - Classic Mac OS（漢字Talk 1.0〜7.5.5）
    - System 1
    - System 2
    - System 3
    - System 4
    - System 6
    - System 7
    - Mac OS 7.6
    - Copland （1990年代に開発され中止）
    - Mac OS 8
    - Mac OS 9
- Newton
  - Newton OS
- （モノリシックカーネルのUnix系）
  - A/UX
- （MachカーネルのUnix系）
  - MkLinux
  - NEXTSTEP
  - OPENSTEP for Mach
  - Rhapsody
  - Mac OS X Server 1.0（Rhapsodyを元にサーバに特化したOSとして開発・発売）
  - macOS
    - Mac OS X v10.0
    - Mac OS X v10.1
    - Mac OS X v10.2
    - Mac OS X v10.3 Panther
    - Mac OS X v10.4 Tiger
    - Mac OS X v10.5 Leopard
    - Mac OS X v10.6 Snow Leopard
    - Mac OS X Lion
    - OS X Mountain Lion
    - OS X Maverics
    - OS X Yosemite
    - OS X El Capitan
    - macOS Sierra
    - macOS High Sierra
    - macOS Mojave
    - macOS Catalina
    - macOS Big Sur
    - macOS Monterey
    - macOS Ventura
    - macOS Sonoma
    - macOS Sequioa
    - macOS Server
    - Darwin

  - iPhone・iPad・iPod touch
    - iOS (OS X iPhone, iPhone OS)
    - iPadOS

  - visionOS

### マイクロソフト
マイクロソフトのオペレーティングシステム。
- DOS
  - MS-DOS（バージョン1 - 5はIBMとの共同開発）
  - MSX-DOS
- （Unix系）
  - XENIX
- OS/2（IBMとの共同開発）
  - OS/2 1.x
- Windowsファミリー
  - DOSベースのWindows環境（DOS用のオペレーティング環境）
    - Windows 1.0
    - Windows 2.0
    - Windows 3.x
      - Windows 3.0
      - Windows 3.1
      - Windows for Workgroups 3.1（日本では発売されず）
      - Windows 3.11
      - Windows for Workgroups 3.11（日本では発売されず）
      - Windows 3.2（中国語版のみ）
      - windows3.50　日本では発売されず
      - windows3.51　日本では発売されず

  - Windows 9x系
    - Chicago
    - windows 95
    - Windows 98
    - Windows 98 Second Edition(se)
    - Windows Millennium Edition

  - Windows NT系
    - Windows NT 3.1
    - Windows NT 3.5
    - Windows NT 3.51
    - Cairo （1990年代に開発され中止）
    - Windows NT 4.0
    - Windows 2000
    - Windows XP
    - Windows Server
      - Windows Server 2003
      - Windows Server 2003 R2
      - Windows Home Server
      - Windows Server 2008
      - Windows Server 2008 R2
      - Windows Home Server 2011
      - Windows Server 2012
      - Windows Server 2016
      - Windows Server 2019
      - Windows Server 2022

    - Windows Vista
    - Windows 7
    - Windows 8.x
      - Windows 8
      - Windows 8.1

    - Windows 10
    - Windows 11
- Windows CE（組み込み用、Pocket PCやWindows Mobileのベース）
  - Windows CE 1.0 (Pegasus)
  - Windows CE 2.0, 2.11, 2.12 (Mercury)
  - Windows CE 3.0 (Cedar)
  - Windows CE .NET 4.0, 4.1, 4.2 (Talisker)
  - Windows CE 5.0 (Macallan)
  - Windows Embedded CE 6.0 (Yamazaki)
- Singularity
- Midori
- Xbox 360 system software
- Xbox One system software

### インテル(intel)
インテルのオペレーティングシステム。
- iRMX

### Amiga
Amigaのオペレーティングシステム。
- AmigaOS
  - AmigaOS 1.0-3.9
  - AmigaOS 4
    - AmigaOS 4.0
    - AmigaOS 4.1

  - AmigaOS 5
  - Amiga Anywhere 2
- Amiga Unix（別名:Amix）

### Alphabet
AlphabetのLinuxベースのオペレーティングシステム。
- Android
- ChromeOS
  - ChromeOS Flex

### その他
その他のプロプライエタリのオペレーティングシステム。
- Human68k（シャープX68000シリーズ用で使用）
- APCS（富士通F9450シリーズで使用）
- TRONプロジェクト
  - BTRON（実装としてB-right/V）

## 非プロプライエタリ
非プロプライエタリのオペレーティングシステム。

### Unix系
Unix系の非プロプライエタリのオペレーティングシステム。
- UNIX
- BSD系
  - NetBSD
  - OpenBSD
  - FreeBSD
  - DragonFlyBSD
  - Darwin
- V7系
- Linux
- Plan 9 Unixの後継
- Sanos 標準POSIX Unix APIに似た独自のAPIを有する

### 非Unix系
非Unix系の非プロプライエタリのオペレーティングシステム。
- Amoeba（アンドリュー・タネンバウム教授たちが中心となって開発した、研究用途の分散オペレーティングシステム）
- Haiku（BeOSのオープンソース実装およびそれを発展させたOS）
- SkyOS
- OSASK
- はりぼてOS
- Collapse OS

## DOS
DOS系のオペレーティングシステム。多数のメーカーや、プロプライエタリ、非プロプライエタリをまたがるため、独立した節として記載する。
- CP/M （デジタルリサーチ、無許可で86-DOS開発時の参考にされた）
- 86-DOS（Seattle Computer ProductsのTim Patersonにより開発され、PC DOS/MS-DOSとなった。QDOSとしても知られる）
- PC DOS （IBMのDOS。V5までマイクロソフトと共同開発。V4-5の名称はIBM DOS）
- MS-DOS（マイクロソフトのDOS。当初はPC DOSのOEM版。V5までIBMと共同開発）
- DR-DOS（デジタルリサーチ、後のノベル、カルデラのDOS）
  - Concurrent DOS（デジタルリサーチの最初のマルチユーザーDOS）
  - Multiuser DOS（デジタルリサーチ、後のCCI、RealのマルチユーザーDOS）
- FreeDOS（オープンソースのDOS）
- ProDOS（Apple IIシリーズ用のDOS）
- PTS-DOS（ロシアのDOS）
- RDOS（Data General CorpのDOS）
- TurboDOS（Software 2000のDOS）
- DOSエクステンダー（DOS用のマルチタスク・ユーザインタフェース環境）
  - DESQview + QEMM 386
  - DESQView/X （DOS用のX-windowing）
  - Windows 1.0 - 3.x （DOS用のオペレーティング環境）
    - Windows 1.0
    - Windows 2.0
    - Windows 3.x（3.1より名称は「オペレーティングシステム」だが内部構造は同じ）

  - TownsOS
- TorilOS

## 組み込み
組み込みのオペレーティングシステム。

### 家電製品
- Microsoft Windows Embedded CE
- TRONプロジェクト
  - ITRON（特にμITRON）：PDAや携帯電話（iモードケータイ）にも使用。

### PDA
PDAのオペレーティングシステム。
- Newton OS: Message Pad用
- Garnet OS (Palm OS)：携帯電話にも使用。

- Windows Mobile
  - Windows Mobile 5以前 (Handheld PC, Palm-size PC, Pocket PC)
  - Windows Mobile 6.xのClassic

### スマートフォン
スマートフォンのオペレーティングシステム。
- Symbian OS
- BlackBerry
- Windows Mobile
  - （旧称） Pocket PC 2000 Phone Edition 、Pocket PC 2002 Phone EditionおよびSmartphone 2002
  - Windows Mobile 5以前のfor Pocket PC Phone Editionおよびfor Smartphone
  - Windows Mobile 6.xのProfessionalおよびStandard
- iOS
- Android
- webOS
- Firefox OS
- Windows Phone 7
- Windows Phone 8
- Microsoft Windows 10 Mobile

### 家庭用ゲーム機
- pippinOS
- Nintendo Switch (オペレーティングシステム)
- Wii U (オペレーティングシステム)（英語版）
- Nintendo 3DS (オペレーティングシステム)（英語版）
- Wii (オペレーティングシステム)（英語版）
- Nintendo DSi (オペレーティングシステム)（英語版）
- Xbox (オペレーティングシステム)（英語版）
- PlayStation Portableのシステムソフトウェア
- PlayStation 3のシステムソフトウェア
- PlayStation Vitaのシステムソフトウェア
- PlayStation 4のシステムソフトウェア

### ロボット用OS
- V-Sido OS